# 曼达瓦尔
曼达瓦尔（Mandawar），是印度拉贾斯坦邦Dausa县的一个城镇。总人口10108（2001年）。

## 人口
该地2001年总人口10108人，其中男性5400人，女性4708人；0—6岁人口1567人，其中男847人，女720人；识字率68.13%，其中男性为77.81%，女性为57.03%。